# Nick Trinemeier
Nick Trinemeier (* 23. Oktober 1989 in Mannheim-Neckarau) ist ein deutscher Faustballspieler. Mit der deutschen Nationalmannschaft wurde er 2015, 2019 und 2023 Weltmeister und gewann 2017 und 2022 die World Games.

## Karriere
Trinemeier spielte als Jugendlicher beim TV 1880 Käfertal in dessen Jugendfaustballabteilung. 2009 wechselte er zum TSV Pfungstadt. Hier begann seine internationale Karriere. Er wurde Mitglied der deutschen Faustballnationalmannschaft, mit der er bei der Europameisterschaft 2012 eine Bronzemedaille gewann. Im Jahr 2015, immer noch in Pfungstadt spielend, wurden er und die deutsche Mannschaft Weltmeister, nachdem er bereits 2014 mit dem deutschen Team Europameister geworden war.
Trinemeier kehrte danach im Alter von 26 Jahren zu seinem alten Verein nach Käfertal zurück. Im Jahr 2017 gewann er in Breslau mit der deutschen Mannschaft die World Games. Dafür erhielt er am 23. Oktober 2017 von Bundespräsident Frank-Walter Steinmeier das Silberne Lorbeerblatt. Am 9. September 2022 wurde ihm zum zweiten Mal des Silberne Lorbeerblatt verliehen.
2019 wurde er mit Deutschland in Winterthur erneut Weltmeister. 2023 gewann er ebenfalls die Weltmeisterschaft, welche in Mannheim stattfand.
Im Juli 2022 gewann Trinemeier mit Deutschland die World Games in Birmingham, Alabama.
Hauptberuflich arbeitet er als Lehrer für Politik, Wirtschaft, Englisch und Sport am Helmholtz-Gymnasium Heidelberg.